# Nocleg w Apeninach
Nocleg w Apeninach – jednoaktowa operetka Stanisława Moniuszki do libretta Aleksandra Fredry. Prapremiera odbyła się w Wilnie w 1839 r.

## Treść
Akcja rozpoczyna się podczas burzy w Apeninach. Do oberży Anzelma zaczynają schodzić się kolejni przybysze, a wszystkie pokoje są już zajęte. Pojawia się jednak gość, którego trzeba przyjąć: Antonio, zaginiony przed laty bratanek Anzelma. Chłopak robi duże wrażenie na córce Anzelma - Lizetce. Opowiada jej wzruszającą historię o tym, że zakochał się w dziewczynie (Rozynie) tak pilnie strzeżonej przez zazdrosnego starucha (Fabrizzia), że nie sposób nawet z nią porozmawiać. Antonio spodziewa się, że dziewczyna ze staruchem również będą szukać schronienia w oberży Anzelma. Lizetka pełna zrozumienia dokwaterowuje Antonia do jednego z pokoi. Jego współlokatorem zostaje szarlatan Bombalo, sprzedający leki na wszelkie dolegliwości. Zgodnie z przewidywaniami Antonia nadchodzą Fabrizzio i Rozyna. Rozyna stanowczo protestuje przeciwko nazwaniu jej żoną Fabrizzia, ten jednak wyjaśnia wszystkim, że jego żona jest psychicznie chora i właśnie jadą do lekarza we Florencji. Wszyscy razem jedzą kolację: Antonio szepcze czułe słówka do ucha Rozyny, gdy Bombalo ma próbować go upić i odwracać jego uwagę. Fabrizzio jest jednak sprytny i nie daje się łatwo zwieść. Wreszcie Lizetka wpada na dobry pomysł: namawia grupę wędrownych aktorów, którzy również ukryli się w oberży przed burzą, do odegrania przedstawienia. Aktorzy w przebraniu żandarmów aresztują Fabrizzia pod pozorem, że ma fałszywy paszport. Fabrizzio, który rzeczywiście ma fałszywy paszport, daje się złapać. Rozyna może teraz opowiedzieć swoją historię: Fabrizio jest przyjacielem jej opiekuna. Opiekun w zamian za pozostawienie mu połowy jej posagu wydał ją Fabrizziowi. Teraz odbywają podróż do Toskanii, gdzie nikt ich nie zna i będzie mógł bezpiecznie zmusić się do ślubu (głodem i ciemną komórką). Na wszystko są dowody: Fabrizzio wychodząc z żadnarmami pozostawił wszystkie papiery: ugodę sporządzoną z opiekunem Rozyny, fałszywe świadectwa o chorobie psychicznej i paszporty. Kiedy Fabrizzio wraca do oberży nie zastaje już ani papierów, ani Rozyny, która tymczasem uciekła z Antoniem. Na zakończenie jeden z aktorów-żandarmów prosi o rękę Lizetki.

## Libretto
Tekst libretta został napisany przez Aleksandra Fredrę prawdopodobnie w 1825 po powrocie z podróży do Włoch. Drukiem ukazał się po raz pierwszy w 1834 w tomie IV dzieł zebranych autora (s. 371–442). W późniejszym czasie, dając dyspozycje do planowanego pośmiertnego wydania dzieł, Fredro zamierzał usunąć ten utwór z wydania, mając go za błahostkę. Ostatecznie jednak zdecydował się go zachować i utwór znalazł się w wydaniu zbiorowym dzieł z 1880.

## Wersja Moniuszkowska
Stanisław Moniuszko napisał muzykę do Noclegu w Apeninach podczas pobytu w Wilnie w 1839 r. W tej wersji utwór był wystawiany m.in. w:
- Teatrze w Wilnie (1839)
- Teatrze we Lwowie (1841)
- Teatrze Muzycznym w Gdyni (1969, reż. Danuta Baduszkowa)
- Teatrze Powszechnym im. Jana Kochanowskiego w Radomiu (1993, reż. Jan Skotnicki)
- Teatrze im. Juliusza Osterwy w Gorzowie Wielkopolskim (2006, reż. Jan Skotnicki)

## Inne wersje muzyczne
Muzykę do tekstu Aleksandra Fredry stworzyli także: Franciszek Mirecki, Adolf Sonnenfeld, Eugeniusz Gluziński i Michał Świeżyński. Żadna z tych wersji nie zyskała jednak dużego powodzenia. Aleksander Fredro przesłał libretto również Karolowi Kurpińskiemu, który jednak nie zdecydował się napisać do niego muzyki. W Teatrze Współczesnym w Szczecinie wystawiono Nocleg w Apeninach z muzyką Jacka Szymkiewicza (2009, reż. Michał Zadara).

## Spektakle telewizyjne
W Teatrze Telewizji wyemitowano spektakl Nocleg w Apeninach dwukrotnie:
- w 1966 (reż. Czesław Szpakowicz[4][5])
- w 1978 (reż. Ewa Bonacka)[6][7]

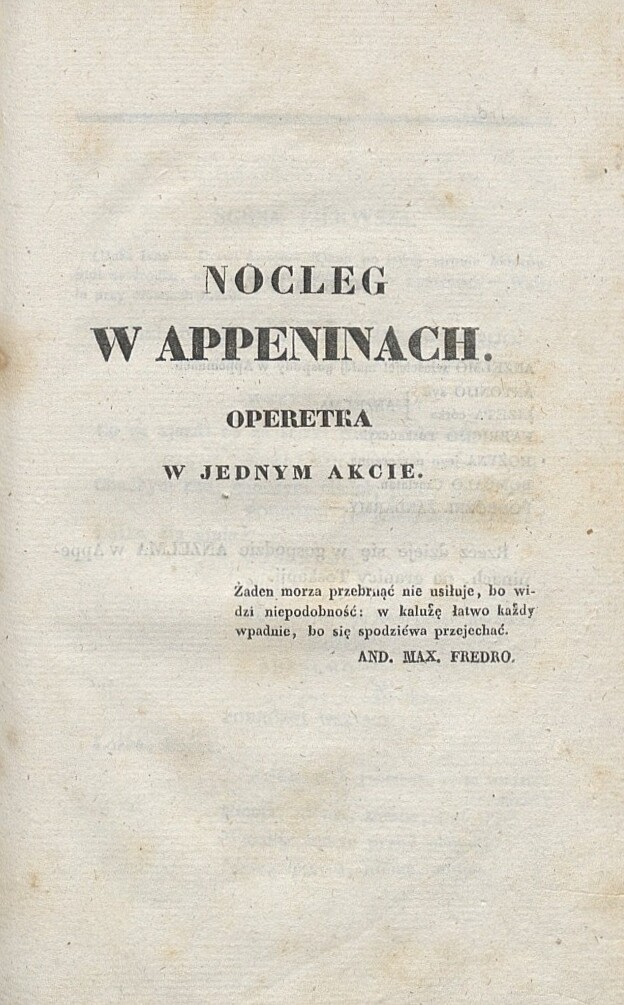
Pierwodruk libretta, 1834
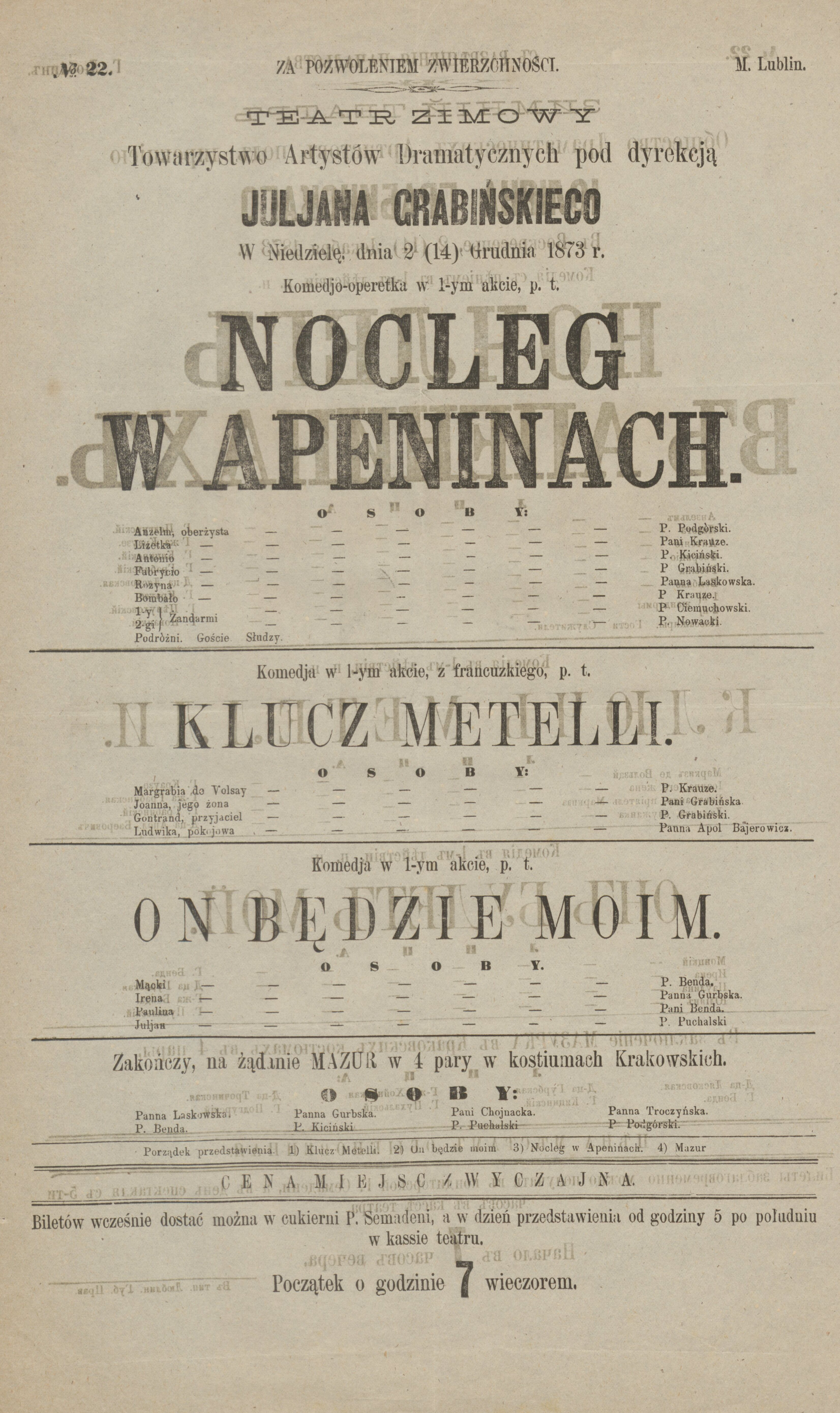
Afisz, 1873
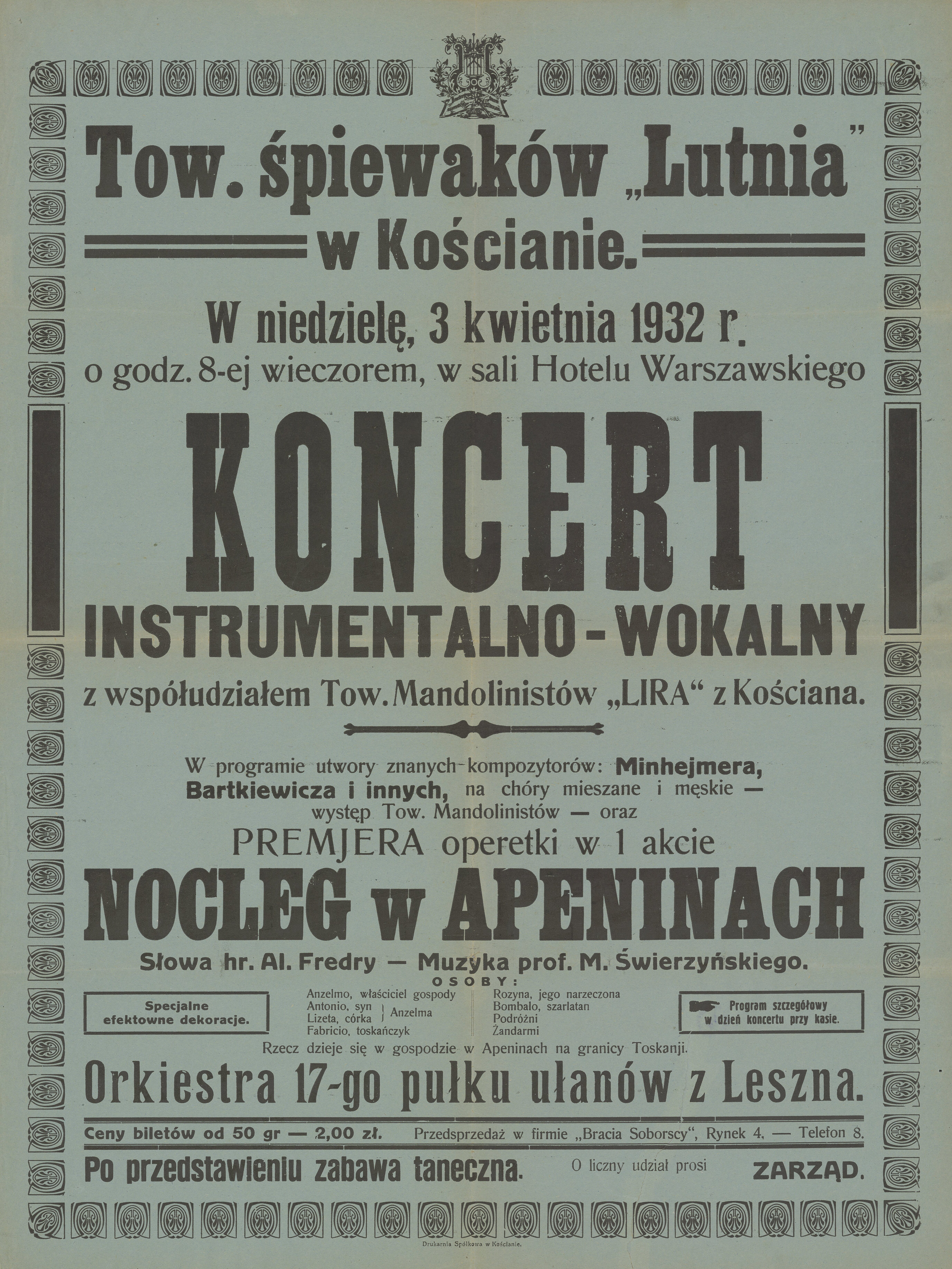
Afisz, 1932
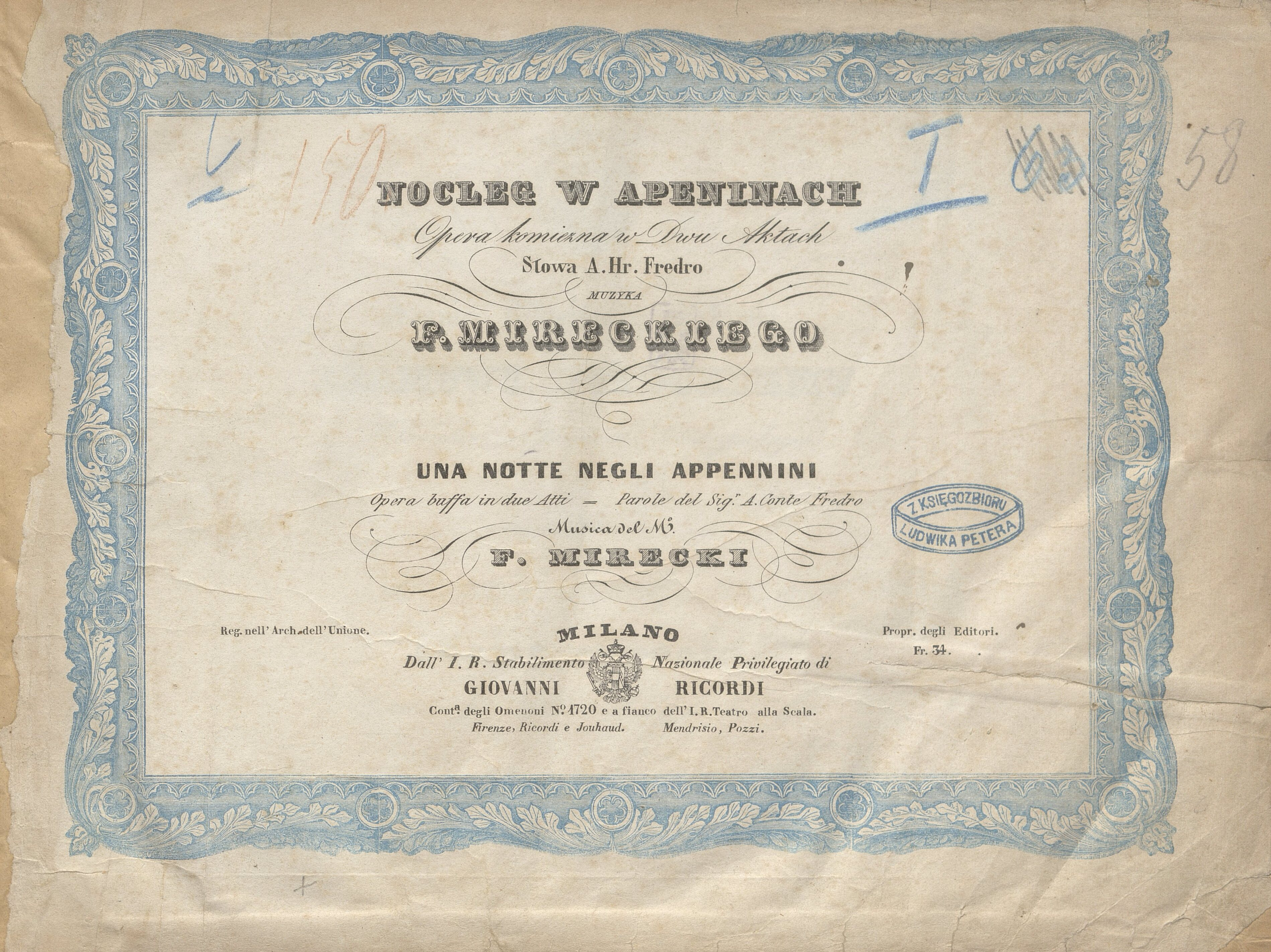
Partytura Franciszka Mireckiego
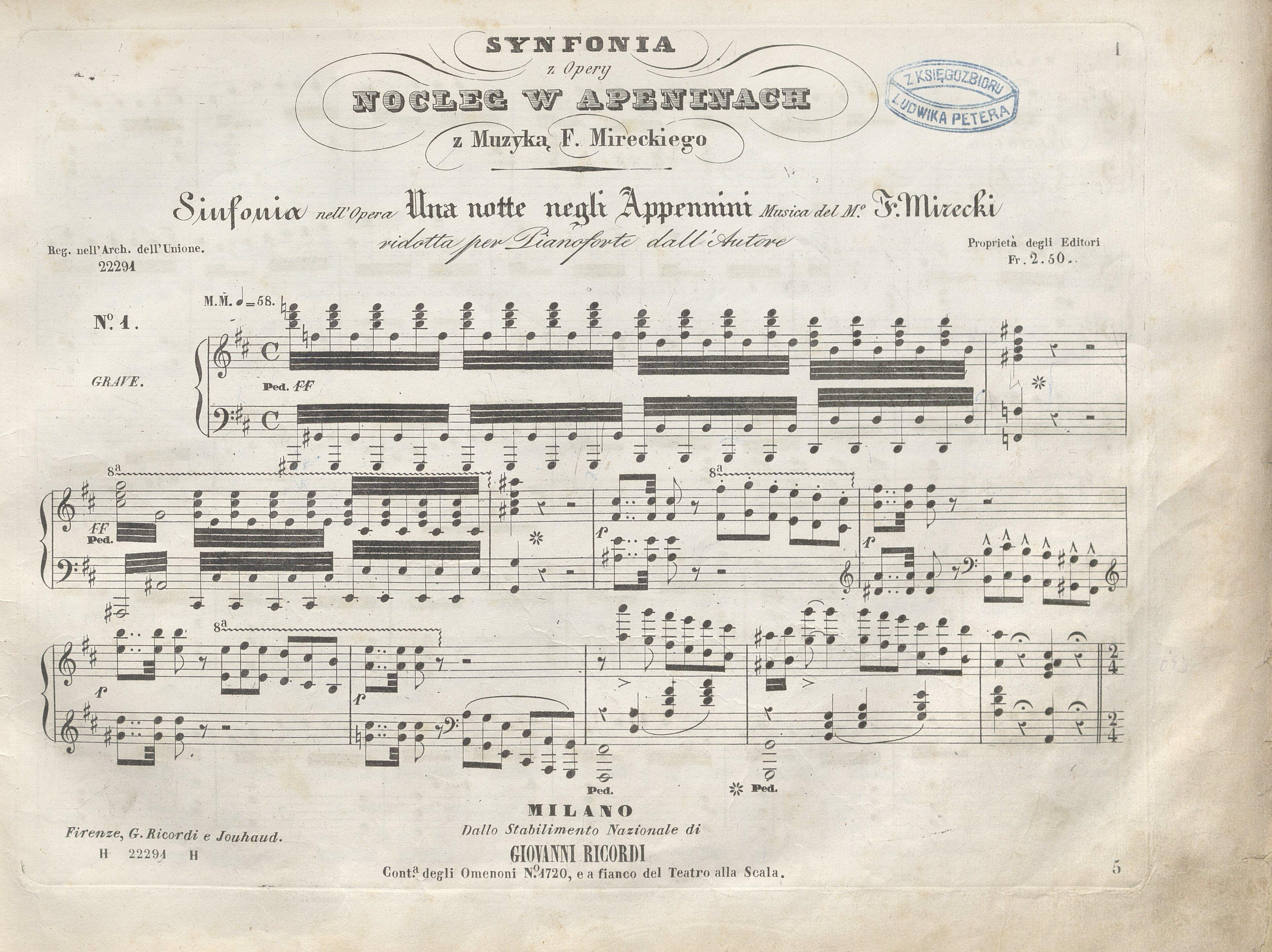
Partytura Franciszka Mireckiego